# Jacek Kuroń
Jacek Jan Kuroń (n. 3 martie 1934, Lwów, Lwów Voivodeship⁠(d), Polonia – d. 17 iunie 2004, Varșovia, Polonia) a fost un politician polonez, unul dintre liderii de opoziție din timpul Republicii Populare Poloneze.